# Williams Companies
Williams Companies (NYSE : WMB) est une société par actions américaine du secteur énergétique. Son siège social est établi à Tulsa (Oklahoma). Elle œuvre principalement dans le domaine de l'exploration, la production, la transformation et le transport du gaz naturel. Elle possède également des intérêts dans le domaine du pétrole et de la production d'électricité. L'entreprise est classée au Fortune 200 et son actions ordinaires est une composante des indices S&P 500 et du Dow Jones Utility Average.

## Historique
La société a été constituée sous la raison sociale Williams Brothers  en 1908 par Miller et David Williams à Fort Smith (Arkansas), d'où elle a construit un réseau national de gazoducs et d'oléoducs. La société déménage son siège à Tulsa en 1919.
Williams Brothers devient une société par actions en  1957.  Elle diversifie ses activités au cours des années 1970 et prend le nom de Williams Companies, Inc. Depuis 1997, elle fait affaire sous le nom abrégé de Williams.
En 1966, Williams a acquis ce qui était alors le plus important réseau d'oléoducs de produits pétroliers en Amérique, le Great Lakess Pipe Line Company, pour environ 287 millions de dollars. En 1982, Williams prend une position dominante dans le transport de gaz naturel avec l'acquisition de Northwest Energy Company, puis étend son réseau sur la côte est avec l'achat de Transco Energy Company en 1995. 
En 2001, Williams a acquis Barrett Resources, ce qui a permis à l'entreprise de mettre la main sur des réserves de gaz additionnelles aux États-Unis.
En juin 2014, Williams annonce son intention d'acquérir les parts d'Access Midstream Partners qu'il ne détient pas pour 6 milliards de dollars.
En mai 2015, Williams annonce l'acquisition de Williams Partners pour 13,8 milliards de dollars. En septembre 2015, Energy Transfer fait une offre d'acquisition sur Williams Companies de 33 milliards de dollars.
En mai 2018, Williams annonce acquérir les parts qu'il ne détient pas dans Williams Partners, soit 26 %, pour 10,5 milliards de dollars.

## Principaux actionnaires
Au 3 janvier 2020:
| The Vanguard Group                 | 8,06% |
| SSgA Funds Management              | 4,73% |
| Tortoise Capital Advisors          | 3,39% |
| BlackRock Fund Advisors            | 2,67% |
| BlackRock Advisors                 | 1,93% |
| Harvest Fund Advisors              | 1,89% |
| Soroban Capital Partners           | 1,73% |
| JPMorgan Investment Management     | 1,73% |
| ClearBridge Investments            | 1,71% |
| Capital Research & Management I.I. | 1,69% |

## Activités

### Gaz naturel
- Transport et stockage de gaz naturel,  détention, à fin 2018, d'un réseau de plus de 53 108 km de gazoducs. Parallèlement, le groupe développe une activité de traitement et de liquéfaction de gaz ;
- Vente de gaz naturel et de gaz naturel liquéfié.
La société dispose de réserves de gaz naturel de 4 225 milliards de pi³ de réserves prouvées, dont 56 % sont exploitées en date du 31 décembre 2009.

### Télécommunications
La société a joué un rôle dans le développement de l'industrie des télécommunications en installant des fibres optiques  dans ses oléoducs désaffectés. Williams a construit deux réseaux nationaux qui sont depuis devenus indépendant. Le premier a été vendu en 1995 à LDDS (qui deviendra WorldCom, puis MCI) alors que le second a été détaché en 2001, lors de la création de Williams Communications. Cette société deviendra plus tard WilTel Communications pour être ensuite consolidée au sein de Level 3 Communications.